# 사유 소프트웨어
사유 소프트웨어(私有-, 영어: proprietary software) 또는 클로즈드 소스 소프트웨어(영어: closed source software)는 저작권 소유자의 예외적 법적 권한 하에 허가된 컴퓨터 소프트웨어이다. 독점 소프트웨어라고도 한다. 또, 오픈 소스 소프트웨어의 반대말로 오픈 소스 소프트웨어의 정의에 부합하지 않는 저작권을 갖는 프로그램을 일컫는다. 특정한 조건으로 소프트웨어를 사용할 권한이 주어지는데, 수정, 다른 곳으로의 배포, 역공학과 같은 기타 이용은 제한된다. 그러므로 일반적으로는 소프트웨어를 기술적으로 변형하거나 변조할 수 없도록 저작권을 통해 소스 코드로 접근하는 것을 막고 이진 파일 형태로만 제공되는 프로그램을 가리킨다. 보통 그러한 프로그램의 소스 코드는 제작사의 기업 비밀로 간주된다. 제 삼자가 소스 코드를 사용해야 할 때에는 비공개 협약이 필요한 경우가 많다.
“클로즈드 소스”라는 용어는 프로그램의 소스 코드가 공개되지 않는 “비공개 소스”와 혼동될 수 있다. 마이크로소프트의 공유 소스는 소스 코드가 공개되긴 하지만 “오픈 소스”는 아닌 예이다. 다시 말해, “클로즈드 소스”라는 용어를 “오픈 소스”의 반대 개념으로 사용한다면 “공유 소스”는 “클로즈드 소스”의 한 형태에 해당된다.

## 유형
|             | 자유-오픈 (소프트웨어는 소스 코드를 공개해야 함) | 자유-오픈 (소프트웨어는 소스 코드를 공개해야 함) | 자유-오픈 (소프트웨어는 소스 코드를 공개해야 함) | 비자유                                | 비자유                                 | 비자유                                 |                      |
|             | 퍼블릭 도메인 및 동등                            | 퍼미시브 라이선스                                | 카피레프트 (보호 라이선스)                       | 비상업 전용. share-alike와 결합 가능. | 전통적인 저작권 사용. 권한 부여 불필요 | 전통적인 저작권 사용. 권한 부여 불필요 | 정보가 공개되지 않음 |
| ----------- | ------------------------------------------------ | ------------------------------------------------ | ------------------------------------------------ | ------------------------------------- | -------------------------------------- | -------------------------------------- | -------------------- |
| 소프트웨어  | PD, CC0                                          | MIT, 아파치, MPL                                 | GPL, AGPL                                        | JRL, AFPL                             | 사유 소프트웨어, 공개 라이선스 없음    | 사설, 내부 소프트웨어                  |                      |
| 기타 창작물 | PD, CC0                                          | CC-BY                                            | CC-BY-SA                                         | CC-BY-NC                              | 저작권, 공개 라이선스 없음             | 미출판                                 |                      |

## 가격 설정 및 경제
사유 소프트웨어는 상용 소프트웨어와 동의어는 아니지만 두 용어는 자유 소프트웨어 관한 문서 내에서 동의어로 종종 사용된다. 사유 소프트웨어는 무료로나 유료로 배포가 가능하며 자유 소프트웨어 또한 무료로나 유료로 배포가 가능하다. 차이점으로는 사유 소프트웨어의 배포 가능 여부와 비용은 소유 주체에서 정하는 것이다. 자유 소프트웨어의 경우 사본을 가진 사람이면 누구든지 사본 또는 관련 서비스에 대해 비용을 무료로 할지 유료로 할지 결정할 수 있다.
비용이 들지 않는 사유 소프트웨어는 프리웨어로 부른다.

## 같이 보기
- 오픈 소스
- 상용 소프트웨어
- 자유 소프트웨어
- 상용 기성품